# Robert Hassencamp
Robert Hassencamp (* 24. August 1848 in Weyhers; † 8. Januar 1902 in Düren) war ein deutscher Pädagoge und wissenschaftlicher Autor.

## Leben
Robert Hassencamp wurde als Sohn des Apothekers und Paläontologen Ernst Conrad Hassencamp in der Rhöngemeinde Weyhers geboren. Nach dem Abitur in Fulda studierte er Altphilologie, Archäologie, Geographie und Geschichte. 1870 promovierte er zum Doktor der Philosophie. Danach war er als Gymnasiallehrer in Marburg, Beuthen, Bromberg, Posen und von 1881 bis 1894 in Ostrowo in der Provinz Posen tätig. Besonders in Ostrowo galten seine Bemühungen der deutsch-polnischen Verständigung.
Daneben war er kommunalpolitisch tätig, wissenschaftlicher Schriftsteller und Gründer mehrerer Geschichtsvereine. Sein Werk Ueber den Zusammenhang des lettoslavischen und germanischen Sprachstammes wurde 1876 mit dem Preis der Fürstlich Jablonowskischen Gesellschaft der Wissenschaften zu Leipzig ausgezeichnet. 1891 erhielt er den Titel eines Professors.

## Schriften (Auswahl)
- Irland in der Zeit von 1660-1760, Ostrowo, 1883
  - History of Ireland from the reformation to the union. Übersetzung ins Englische E.A. Robinson. London : S. Sonnenschein & Co., 1888
- Neue Briefe Christoph Martin Wielands vornehmlich an Sophie von La Roche. Stuttgart : J.G. Cotta, 1894